# Alekséi Maksímov
Alekséi Aleksándrovich Maksímov (nacido en 1952) es un artista de pintura esmaltada de origen soviético, retratista de las Familias Reales Europeas y pintor al óleo quien actualmente reside en San Petersburgo, Rusia. Es conocido por el uso de métodos tradicionales en la producción esmaltes, sin la ayuda de dispositivos digitales contemporáneos, y es considerado un maestro moderno en la creación de formas de arte.

## Exhibiciones
La primera exhibición del trabajo de Maksímov ocurrió en el Museo de Podolsk en 1979, junto con su colaborador de toda la vida, el pintor Leonid Efros, más tarde durante el mismo año, se llevó a cabo la segunda en el Museo Estatal de Literatura en Moscú. Una exhibición más importante del trabajo de Maximov tuvo lugar en la armería del Kremlin a comienzo de los 90's, su trabajo fue mostrado junto al de diversos artistas de pintura esmaltada en la historia Rusa.

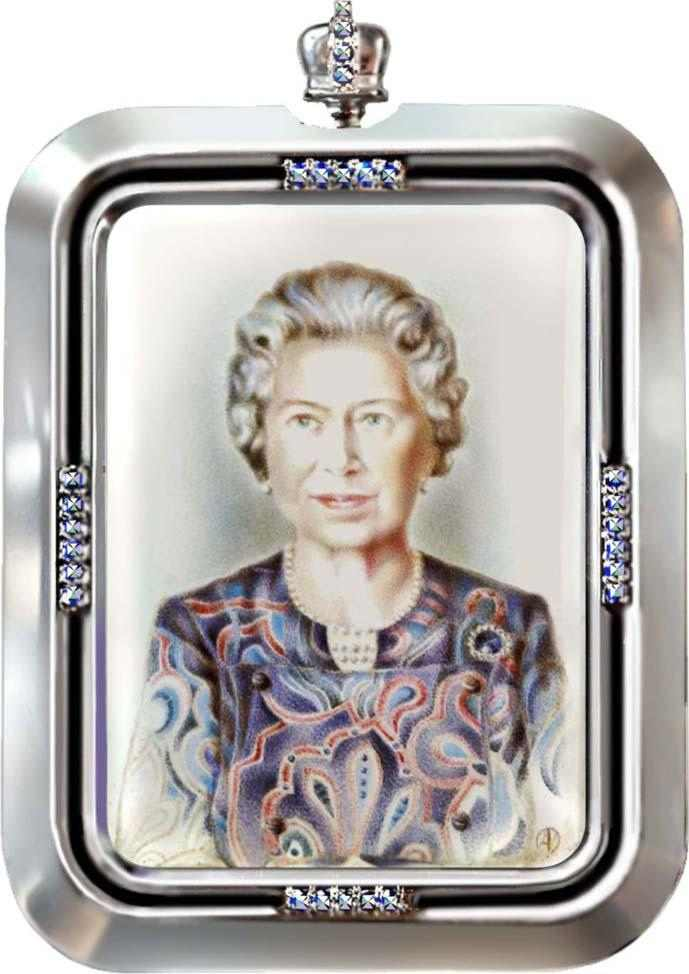
Pintura esmaltada de la Reina Isabel II

Una exhibición más reciente de su obra aconteció en abril de 2012 en la William Kent House perteneciente al Hotel Ritz de Londres. Evento en el que destacaron sus retratos esmaltados tamaño miniatura de los miembros de las Familias Reales del Reino Unido, Holanda y Noruega, - particularmente el XX aniversario de su retrato de la Reina Isabel II y su jubileo de Diamante. Después de la exhibición de sus trabajos, que pueden apreciarse sólo con previa cita, estos fueron puestos en subasta.
Fue la primera ocasión en más de 200 años en que un Monarca británico accedió a una sesión con un artista ruso, un honor que Maksímov compartió con Efros. La Reina Isabel II estuvo lo suficientemente impresionada para recomendar a la Princesa Anna posar para Maksímov la semana siguiente, y a la Reina Elizabeth, su madre, el día 31 del mismo mes. Los retratos se convirtieron en la pieza característica de Maksímov. En total su trabajo ha sido parte de más de 100 exhibiciones en el mundo. Larisa Peshejónova del Museo Estatal del Kremlin en Moscú describió a Maxímov como un artista de esmaltes quien "transformó las tradiciones del pasado para crear [su] propio estilo artístico inimitable y su imagen del mundo"

## Premios
En 1982 Maksímov recibió el Premio Internacional por Logros Artísticos Destacados durante la III Cuatrienal de Artes Aplicada en Erfurt, Alemania. En 1988 recibió el Gran Premio del Comité de Leningrado por parte de la Unión de Artistas Rusos.